# Margo De Mello
Margo De Mello (* 1964) ist eine US-amerikanische Anthropologin, Hochschullehrerin, Autorin und  Programmdirektorin für Human-Tier-Studien am Institut für Tiere und Gesellschaft Interkulturelle Anthrozoologie.

## Leben
Margo De Mello studiert 1988 an der University of California, Berkeley Religionswissenschaft (B.A.) und 1991 an der University of California, Davis Soziokulturelle Anthropologie (M.A.). Dort wurde sie 1995 zum Ph.D. promoviert.
Von 2004 bis 2015 war sie Dozentin beim Department of Communications, Humanities & Social Sciences, Central New Mexico Community College. Seit 2013 ist sie außerordentliche Professorin am Canisius College. Sie lehrt im Anthrozoologie-Programm zu den Themen Interkulturelle Anthrozoologie, Tiere als Rohstoffe, Tiere und Krieg, Tiere in der Populärkultur und Kritische Tierversuche.

## Werke (Auswahl)
- als Hrsg.: Mourning Animals: Rituals and Practices Surrounding Animal Death. Michigan State University, Ann Arbor 2016.
- Body Studies: An Introduction. Routledge, London 2014, ISBN 978-0-415-69929-7.
- Inked: Tattoos and Body Art Around the World. ABC-CLIO, Westport 2014.
- Speaking for Animals: Animal Autobiographical Writing. Routledge, New York 2012.
- Animals and Society: An Introduction. Columbia University Press, New York 2012.
- Faces around the World: A Cultural Encyclopedia. ABC-CLIO, Westport 2012.
- Teaching the Animal: Human Animal Studies Across the Disciplines. Lantern Press, New York 2010.
- Feet and Footwear: A Cultural History. Greenwood Press, Westport 2009.
- Mit Erin E. Williams: Why Animals Matter: The Case for Animal Protection. Prometheus Books, Amherst 2007.
- Encyclopedia of Body Adornment: A Cultural History. Greenwood Press, 2007, ISBN 978-0-313-33695-9.
- Mit Susan E. Davis: Stories Rabbits Tell: A Natural and Cultural History of a Misunderstood Creature. Lantern Press, New York 2003.
- Bodies of Inscription: A Cultural History of the Modern Tattoo Community. Duke University Press, Durham 2000.